# Дельфинин
Дельфини́н (Aconitane-8,13,14-triol, 1,6,16-trimethoxy-4-(methoxymethyl)-20-methyl-, 8-acetate 14-benzoate, (1alpha,6alpha,14alpha,16beta)) — дитерпеновый (аконитовый) алкалоид. Первый алкалоид выделенный из растений рода Живокость (Delphinium) французскими химиками Брандесом и Лассонье в 1819 году. Содержится во многих видах Живокости — Delphinium staphisagria, Живокость полевая (Delphinium consolida), Живокость высокая (Delphinium elatum).

## Физические свойства
Бесцветный кристаллический порошок (кристаллизуется в виде ромбических кристаллов), хорошо растворяется в органических растворителях (этанол, хлороформ), нерастворим в воде.

## Токсикология
Ядовитое вещество. По действию походит на аконитин, угнетает периферическую нервную систему, но без влияния на зрение, вызывает покраснение кожи. 
Может стать причиной паралича сердечной мускулатуры.
LD50 (Кролик): 1,5 мг/кг
У дельфинина имеется два изомера - дельфизин и дельфиноидин. Первый из них в два раза токсичнее дельфинина, второй - в три раза - LD50 - 0,5 мг/кг (собака).